# Portersville
Portersville és una població dels Estats Units a l'estat de Pennsilvània. Segons el cens del 2000 tenia 268 habitants.

## Demografia
Segons el cens del 2000, Portersville tenia 268 habitants, 103 habitatges, i 79 famílies. La densitat de població era de 126,2 habitants/km².
Dels 103 habitatges en un 36,9% hi vivien nens de menys de 18 anys, en un 64,1% hi vivien parelles casades, en un 8,7% dones solteres, i en un 23,3% no eren unitats familiars. En el 20,4% dels habitatges hi vivien persones soles el 6,8% de les quals corresponia a persones de 65 anys o més que vivien soles. El nombre mitjà de persones vivint en cada habitatge era de 2,6 i el nombre mitjà de persones que vivien en cada família era de 3,03.
Per edats la població es repartia de la següent manera: un 26,5% tenia menys de 18 anys, un 6% entre 18 i 24, un 34,3% entre 25 i 44, un 25% de 45 a 60 i un 8,2% 65 anys o més.
L'edat mediana era de 37 anys. Per cada 100 dones de 18 o més anys hi havia 93,1 homes.
La renda mediana per habitatge era de 37.750 $ i la renda mediana per família de 40.536 $. Els homes tenien una renda mediana de 35.625 $ mentre que les dones 17.500 $. La renda per capita de la població era de 17.356 $. Entorn del 7,8% de les famílies i el 6,4% de la població estaven per davall del llindar de pobresa.

## Poblacions properes
El següent diagrama mostra les poblacions més properes.